# Merksem
Merksem (hist. Merxem) – dzielnica (district) Antwerpii, w północnej Belgii, w Regionie Flamandzkim, w prowincji Antwerpia, w okręgu Antwerpia. Do 31 grudnia 1982 samodzielna gmina (gemeente).  

## Demografia
| Rok                | 1816 | 1866 | 1900   | 1930   | 1980   | 1982   | 2020   |
| ------------------ | ---- | ---- | ------ | ------ | ------ | ------ | ------ |
| Liczba mieszkańców | 1210 | 3204 | 11.648 | 26.166 | 41.202 | 41.553 | 44.847 |